# Wounded Knee
Wounded Knee (wörtliche Übersetzung: verwundetes, auch verletztes Knie; Lakota: Čaŋkpé Opí) ist eine Ortschaft in der Pine Ridge Reservation im US-Bundesstaat South Dakota, benannt nach einem Nebenfluss des White River, dem Wounded Knee Creek. Das U.S. Census Bureau hat bei der Volkszählung 2020 eine Einwohnerzahl von 364 auf einer Fläche von 2,8 km² ermittelt. Wounded Knee wurde durch zwei historische Ereignisse im Kontext der Indianerkriege und der Indianerpolitik der Vereinigten Staaten bekannt: 1890 durch das Massaker der US-Armee an Lakota-Indianern, das je nach Quelle 150 bis 350 Opfer forderte, vorwiegend Angehörige des Minneconjou-Stammes, sowie 1973, als Aktivisten des American Indian Movement den Ort besetzten.

## Massaker bei Wounded Knee (LakotaChankpe Opi Wakpala) 1890

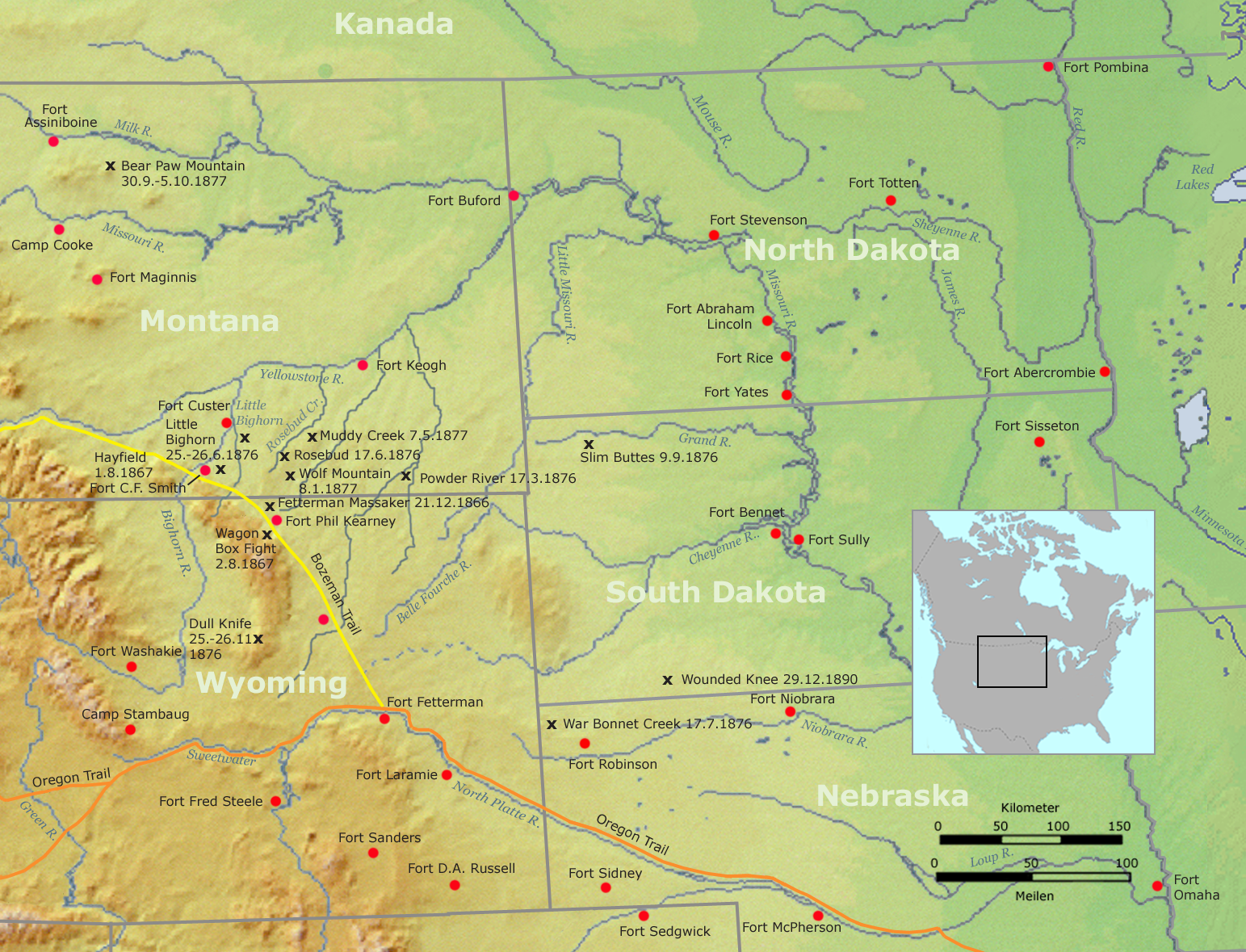
Gefechte und Forts in den nördlichen Great Plains zwischen 1866 und 1891

Am 29. Dezember 1890 töteten Soldaten des 7. US-Kavallerieregiments Männer, Frauen und Kinder der Minneconjou-Lakota-Sioux-Indianer unter Häuptling Spotted Elk (meist jedoch fälschlich auch Big Foot benannt) bei Wounded Knee. Dieses Massaker brach den letzten Widerstand der Indianer gegen die Weißen. Vorausgegangen war die „Ghost Dance“-Bewegung von Wovoka, einem Propheten der Paiuten. Die Geistertanz-Revitalisierungs- und Erlösungsbewegung richtete sich an alle Indianerstämme.
Die erfolgreiche Verbreitung der Lehre wurde von der US-Regierung als eine Bedrohung aufgefasst. Sitting Bull, Spotted Elk und andere Häuptlinge wurden als potenziell gefährlich angesehen. Sitting Bull wurde am 15. Dezember 1890 getötet.

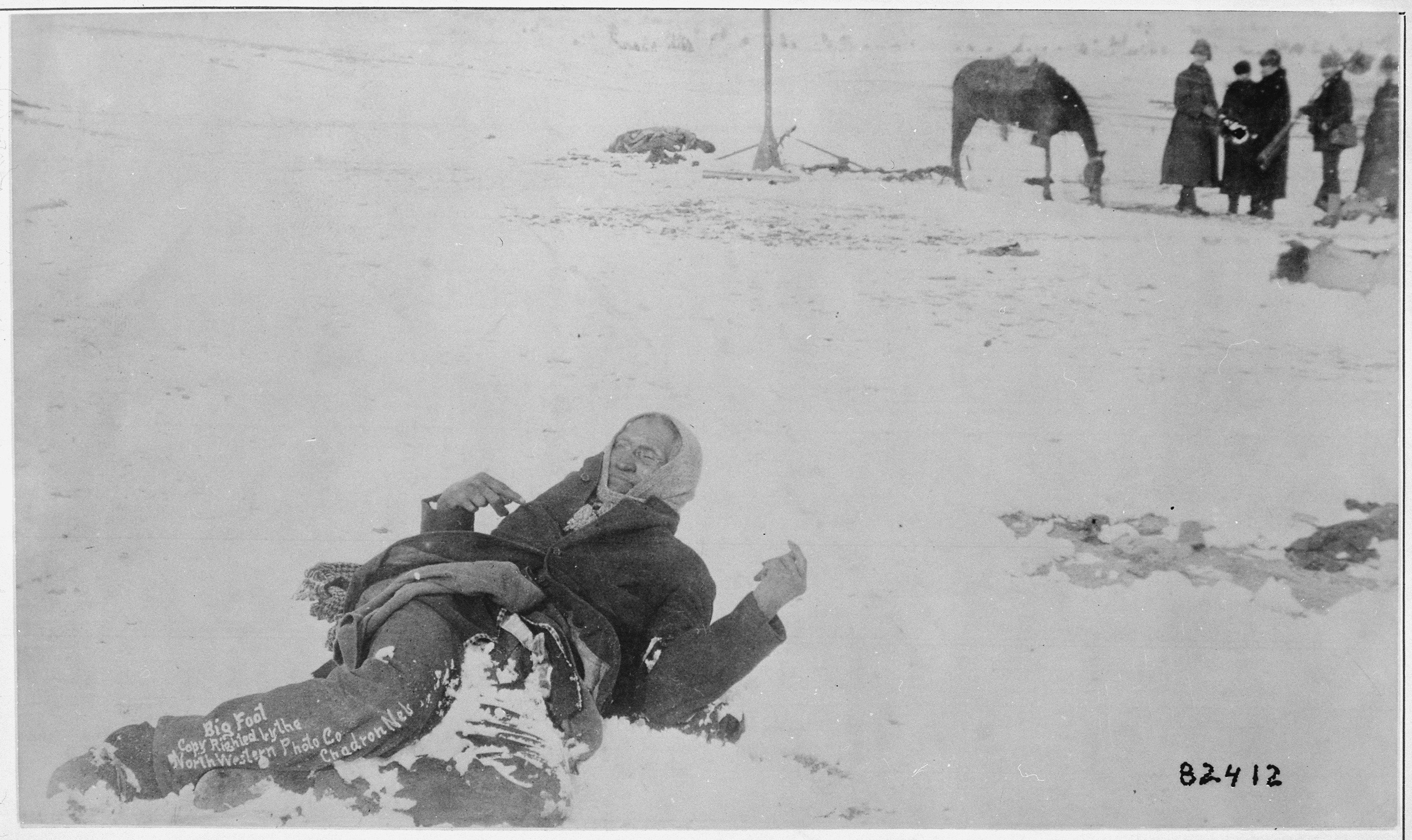
Häuptling Spotted Elk (in der Literatur auch Big Foot genannt) tot im Schnee bei Wounded Knee (29. Dezember 1890)

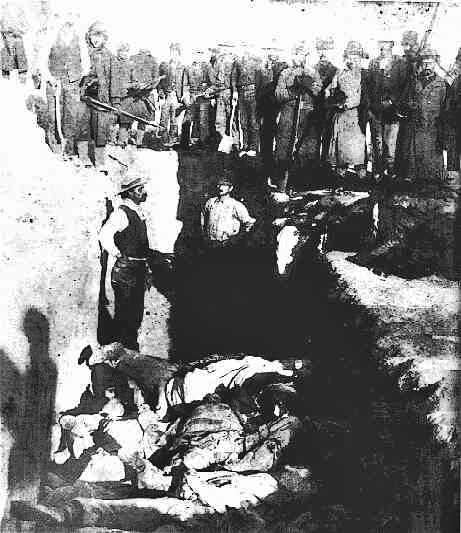
Indianer-Massengrab bei Wounded Knee (1890)

Colonel James William Forsyth hatte den Befehl, die Sioux in ein Militärlager in Omaha zu deportieren. Die Sioux wurden zunächst informiert, dass sie alle Feuerwaffen auszuhändigen hätten. Unzufrieden mit der Anzahl der freiwillig abgegebenen Waffen, begannen die Soldaten, die Zelte zu durchsuchen. Forsyth war mit dem Ergebnis noch immer unzufrieden und ordnete eine Leibesvisitation an. Auch dies ließen die Indianer über sich ergehen – alle, bis auf den Medizinmann Yellowbird, der heftigst protestierte und einige Schritte des Geistertanzes tanzte. Alarmiert suchten die US-Soldaten weiter. Als sie bei Black Coyote fündig wurden, der eine neue Winchester unter seiner Kleidung versteckt hatte und sich weigerte, das Gewehr abzugeben – immerhin habe er viel Geld dafür bezahlt und die Wegnahme des Gewehrs durch die US-Soldaten wäre endgültig gewesen –, kam es zu einem Gerangel, bei dem sich ein Schuss löste.
Hierauf begannen die US-Soldaten zu feuern. Granaten, die durch auf Anhöhen positionierte 42-mm-Hotchkiss-Gebirgskanonen verschossen wurden, töteten zahlreiche Indianer. Unter den Toten war auch Häuptling Spotted Elk. Auch 25 Kavalleristen starben, zumeist getötet von den Granaten der eigenen Seite.
Forsyth wurde von jeder Schuld freigesprochen.
Der Schriftsteller Lyman Frank Baum dürfte der öffentlichen Meinung seiner Zeit nicht allzu fern gewesen sein, als er im Aberdeen Saturday Pioneer vom 3. Januar 1891 lediglich die toten US-Soldaten beklagte, hinsichtlich des Konflikts mit den Indianern jedoch deren „totale Auslöschung“ forderte:

„Die merkwürdige Politik der Regierung, eine so schwache und schwankende Person wie General Miles zur Überwachung der unruhigen Indianer einzusetzen, hat zu einem schrecklichen Blutvergießen unter unseren Soldaten geführt (…) Es hat reichlich Zeit für schnelle und entschiedene Maßnahmen gegeben, die dieses Desaster verhindert hätten. (Diese Zeitung) hat zuvor erklärt, daß unsere Sicherheit von der totalen Auslöschung der Indianer abhängt. Nachdem wir ihnen jahrhundertelang Unrecht getan haben, sollten wir diesem noch ein weiteres Unrecht folgen lassen und diese ungezähmten und unzähmbaren Kreaturen vom Angesicht der Erde wischen (…) Andernfalls können wir erwarten, dass die kommenden Jahre genau so voller Schwierigkeiten mit den Rothäuten sein werden wie die vergangenen.“

Im 20. Jahrhundert wandelte sich die Sicht auf die Ereignisse. Vor allem das 1970 erschienene Sachbuch Bury My Heart at Wounded Knee („Begrabt mein Herz an der Biegung des Flusses“) von Dee Brown beschrieb das Massaker als Schlusspunkt des Genozids an der indianischen Bevölkerung der Great Plains.
Die Stätte des Ereignisses erhielt im Dezember 1965 den Status eines National Historic Landmarks zuerkannt. Seit Oktober 1966 ist sie unter der Bezeichnung Wounded Knee Battlefield im National Register of Historic Places eingetragen.

## Besetzung von Wounded Knee 1973
Am 27. Februar 1973 besetzten Mitglieder der militanten indianischen Gruppe American Indian Movement (AIM) Wounded Knee und nahmen elf Geiseln. Mit der Aktion wollten sie die Absetzung des Stammesvorsitzenden von Pine Ridge, Dick Wilson, erreichen. Durch die gute Medienarbeit des AIM waren viele Reporter amerikanischer und internationaler Medien am Ort des Geschehens und berichteten täglich für ein weltweites Publikum.
Als die Forderung nach der Absetzung der gewählten, aber der Korruption und Vetternwirtschaft verdächtigten Regierung von Pine Ridge erfolglos blieb und das FBI stattdessen einen Belagerungsring um die Besetzer in Wounded Knee zog, riefen diese nach mehrmaligem Scheitern von Verhandlungen mit einem stellvertretenden Attorney General der USA schließlich die unabhängige Oglala-Nation aus. Die Besetzung dauerte 71 Tage. Am 8. Mai kapitulierten die Aufständischen, nachdem der besonders in den Nachtstunden aufflackernde Beschuss durch ein Großaufgebot von FBI-Agenten und Nationalgarde am 26. April 1973 zum Tod des Oglala Lakota Buddy Lamont durch einen Scharfschützen geführt hatte. Es gab weitere Opfer während der Aktion und etwa sechzig Tote in den Jahren danach, als Dick Wilson und seine Anhänger blutige Rache nahmen.

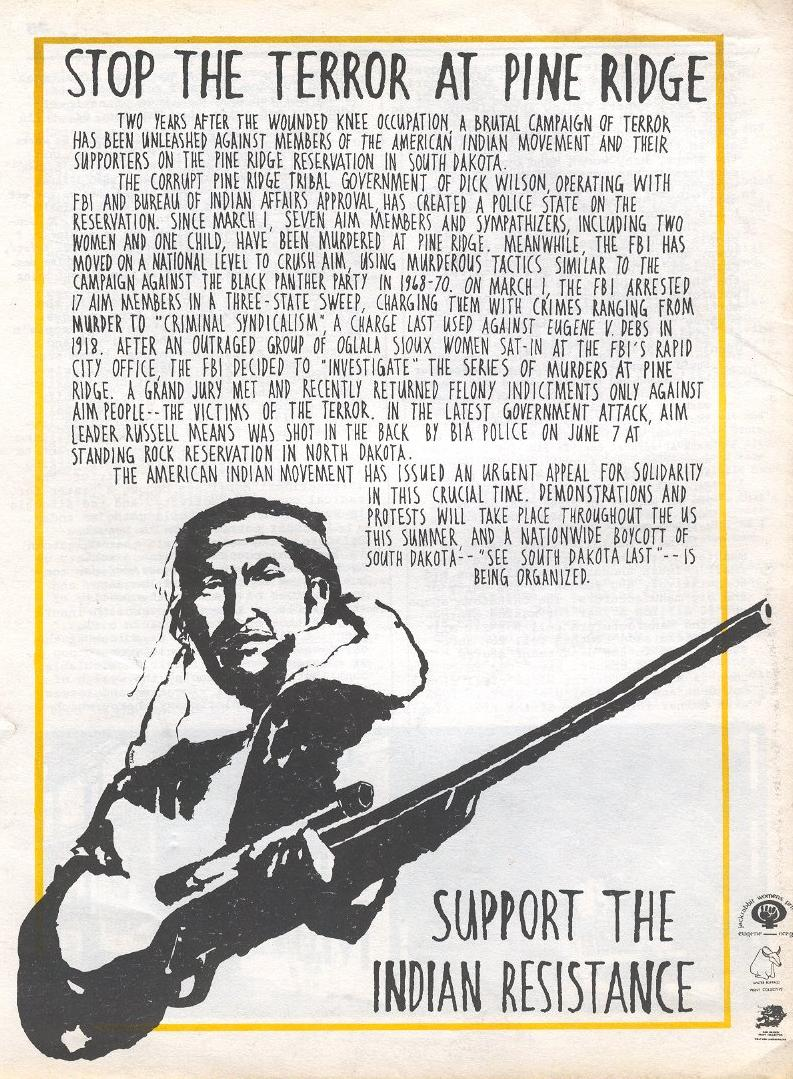
Stop the Terror at Pine Ridge: Artikel aus der Untergrundzeitschrift Osawatomie, einem Organ der Weather Underground Organization zur Solidarität mit den angeklagten AIM-Mitgliedern, zwei Jahre nach der Besetzung von Wounded Knee

Zur Unterstützung der indianischen Sache während der Belagerung von Wounded Knee lehnte der Schauspieler Marlon Brando den ihm für seine Rolle in Der Pate verliehenen Oscar ab. An seiner Stelle trat Sacheen Littlefeather in traditioneller Kleidung der Apachen bei der Preisverleihung auf und erklärte, Brando werde den Preis im Hinblick auf die „schlechte Behandlung der Native Americans durch die Filmindustrie“ nicht annehmen.
Nach dem Ende der Besetzung wurden viele der AIM-Aktivisten und deren Unterstützer angeklagt und vielfach zu Haftstrafen verurteilt. Marlon Brando nahm an den Gerichtsverfahren als Beobachter teil, um damit die Angeklagten – darunter die AIM-Führer Dennis Banks und Russell Means – öffentlichkeitswirksam zu unterstützen.

## Audio
- 1973 in South Dakota Als das American Indian Movement Wounded Knee besetzte, Audio-Version, von Rebecca Hillauer, Deutschlandfunk "Kalenderblatt" 27. Februar 2023

## Musik
- Im Jahr 1973 veröffentlichte die Rockgruppe Redbone ihren Hit We Were All Wounded at Wounded Knee; die Mitglieder von Redbone hatten teilweise auch indianische Vorfahren.
- 19 Jahre später erschien Buffy Sainte-Maries Album Coincidence and Likely Stories mit dem Lied Bury My Heart at Wounded Knee.
- Ferner veröffentlichte der amerikanische Sänger Dean Reed 1980 in der ČSSR, in der DDR und in der UdSSR eine Langspielplatte, auf der sein Titel Wounded Knee In 73 erschien, in dem er sich mit den Ereignissen von 1973 beschäftigte.
- Der US-amerikanische Countrysänger Johnny Cash beschäftigte sich in seinem Album Bitter Tears mit dem Untergang der Indianerstämme. Das Massaker bei Wounded Knee und den Tod des Häuptlings Big Foot verarbeitete er in einem Song mit dem Titel Big Foot auf seinem 1972 erschienenen Album America.
- Die deutsche Psychedelic-Rock-Band Gila veröffentlichte 1973 ihre letzte von drei Langspielplatten unter dem Titel Bury My Heart at Wounded Knee.
- Die deutsche Folk-Rock-Band Ape, Beck & Brinkmann veröffentlichte 1982 auf ihrer Langspielplatte Regenbogenland ein Lied mit dem Titel Wounded Knee, in dem sie auch auf die Lebenssituation der heutigen Indianer hinwies.
- Die US-amerikanische Heavy-Metal-Band Manowar veröffentlichte auf ihrem Album The Triumph of Steel den Song Spirit Horse of the Cherokee, der sich mit der Schlacht am Wounded Knee befasst.
- Der englische Musiker Nik Kershaw veröffentlichte auf dem Album The Works ebenfalls einen Song mit dem Titel Wounded Knee.
- Der deutsche Musiker Peter Maffay besingt auf seinem Album So weit die Geschichte. Der Song heißt Wounded Knee.